# 酸と塩基
化学において、酸と塩基（さんとえんき、英語: acid and base）とは、酸および塩基の総称であり、「{\displaystyle {\ce {H^{+}}}}」「{\displaystyle {\ce {OH^{-}}}}」などの物質を用いて定義される（定義の詳細は#定義を参照。）。化学物質の分類法の1つ。
酸と塩基は、互いに正反対の性質を持っており、対義語の関係にある。
「酸」「塩基」という概念は、「世の中に多数存在する陽イオンや陰イオンのなかで、なぜか {\displaystyle {\ce {H^{+}}}} と {\displaystyle {\ce {OH^{-}}}} のみを特別視する」という点で、人為性を感じ取れる発想である。
わざわざこのような概念を化学に導入した理由は、これら2つのイオンによって構成される「水」が、地球に住む我々人間にとって最も身近な溶媒だからである。

## 概要
酸を水に溶かすと、酸性の水溶液ができる。また、塩基を水に溶かすと、塩基性（あるいはアルカリ性）の水溶液ができる。
酸にも塩基にも分類されない化学物質には、特別な名称は与えられていない。しかしその中でも特に、中和反応（あるいは酸塩基反応）と呼ばれる化学反応に由来する化学物質（すなわち、中和することでその化学物質を生成するような酸と塩基の組が、少なくとも1組存在するもの）については、『塩』という名称が与えられている。
酸性でも塩基性でもない、両者の中間に相当する水溶液のことを、中性の水溶液という。ただし、『酸にも塩基にも分類されない化学物質』を水に溶かしても、その水溶液が中性になるとは限らない。その代表例が、塩の加水分解である。すなわち、『酸性の水溶液や塩基性の水溶液を作ることができる溶質は、酸や塩基だけではない』という点には注意が必要である。
以上の説明は、水との反応を重視しないブレンステッド・ローリーの定義やルイスの定義を用いたものである。しかし、水との反応を重視するアレニウスの定義を用いた場合は、この限りではない。
すなわち、アレニウスの定義を用いた場合は、『酸性の水溶液や塩基性の水溶液を作ることができる溶質は、酸や塩基だけ』である。

## 定義
現代の化学では、主にアレニウスの定義、ブレンステッド・ローリーの定義、ルイスの定義、ウサノビッチの定義という4つの定義方法が存在する。アレニウスの定義が最も厳しく、この順に、酸あるいは塩基に分類される化学物質の種類が増加していき、酸にも塩基にも分類されない化学物質の種類が減少していく。
そのときそのときの目的に応じて、最も適切な定義を採用することが大切である。

### アレニウスの定義
スウェーデンの科学者スヴァンテ・アレニウスは、酸と塩基を以下のように定義したMF1(p144)：
- 酸：水 {\displaystyle {\ce {{H2O}}}} と反応して、ヒドロニウムイオン {\displaystyle {\ce {H3O^{+}}}} を生成する物質[注釈 3]。
- 塩基：水 {\displaystyle {\ce {{H2O}}}} と反応することによって、あるいは水中で解離することによって、水酸化物イオン {\displaystyle {\ce {OH^{-}}}} を生成する物質[注釈 4]。

アレニウスの定義を採用すると、水と反応して酸性の水溶液を生成する塩（たとえば、塩化アンモニウムや硫酸水素ナトリウムなど。）は酸に分類され、水と反応して塩基性の水溶液を生成する塩（たとえば、酢酸ナトリウムや炭酸ナトリウムなど。）は塩基に分類される。すなわち、前者の物質は塩であると同時に酸でもあり、後者の物質は塩であると同時に塩基でもある。
アレニウスの定義における塩基のことを、アルカリという。
なお、この定義文からも分かるように、アレニウスの定義には『水溶液以外の状態（たとえば気体や、融解した液体など。）に対しては、酸と塩基を定義することができないMF2(p320)』という欠点がある。

### ブレンステッド・ローリーの定義
アレニウスの定義における欠点を補うため、デンマークの化学者ヨハンス・ブレンステッドとイギリスの化学者マーチン・ローリーは、ヒドロン {\displaystyle {\ce {H^{+}}}} を用いて、酸と塩基の概念を以下のように再定義した：
- 酸：ヒドロン {\displaystyle {\ce {H^{+}}}} を他の物質に渡すことができる物質MF2(p320)
- 塩基：ヒドロン {\displaystyle {\ce {H^{+}}}} を他の物質から受け取ることができる物質MF2(p320)

ブレンステッド・ローリーの定義では、通常の分子である場合はもちろん、イオン化した分子に対しても酸や塩基が定義できる。ブレンステッド・ローリーの定義は、定義の範囲を水溶液に限定していないので、アレニウスの定義にあった「水溶液にしか定義できない」という欠点が解消されている。

#### アレニウスの定義との関係
アレニウスによる酸の定義は、ブレンステッド・ローリーによる酸の定義における「他の物質」が水分子である場合に相当するので、ブレンステッド・ローリーによる酸の定義はアレニウスによる酸の定義を含意する。
一方ブレンステッド・ローリーによる塩基の定義は、見かけ上、アレニウスによる塩基の定義と大幅に異なるが、『アレニウスによる塩基の定義における「塩基」が生成する水酸化物イオン {\displaystyle {\ce {OH^{-}}}} が、ブレンステッド・ローリーによる塩基の定義における「他の物質」である反応相手の酸からヒドロン {\displaystyle {\ce {H^{+}}}} を奪って、水分子 {\displaystyle {\ce {{H2O}}}} を生成する』と考えれば、ブレンステッド・ローリーによる塩基の定義がアレニウスによる塩基の定義を含意している事が分かる。

#### 定義の相対性
アレニウスの定義と違い、ブレンステッド・ローリーによる酸と塩基の定義は、反応相手となる「他の物質」の存在があって初めて意味を持つものである。したがってある物質が「他の物質」Xに対しては酸であるにもかかわらず、Xとは異なる「他の物質」Yに対しては塩基であるという事も起こりうる。
例えば、水は塩酸に対しては塩基として働くがMF2(p321)、アンモニアに対しては酸として働くMF2(p321)。

#### 共役塩基と共役酸
酸(acid)を HA 、塩基(base)を B とすると、ブレンステッド・ローリーによる酸塩基反応は一般に次の化学反応式で表されるMF2(p321)：
{\displaystyle {\begin{matrix}&{\rm {HA}}&+&{\rm {B\ }}&{\overrightarrow {\longleftarrow }}\ &{\rm {A^{-}}}&+&{\rm {HB^{+}}}\\&{\rm {^{acid}}}&&{\rm {^{base}}}&&{\rm {^{conjugate\ base}\ }}&&{\rm {^{conjugate\ acid}}}\\\end{matrix}}}
この式は、左辺から右辺への反応と、右辺から左辺への反応がともに起こる反応（可逆反応）であることを意味する（この化学平衡の平衡定数から酸解離定数を定義する）。
そこで逆に、右辺から左辺への反応過程を見てみると、（ブレンステッド・ローリーの定義における）塩基 {\displaystyle {\ce {A^{-}}}} と酸 {\displaystyle {\ce {HB^{+}}}} が反応して、 HA と B とを生成していると解釈できる。
こうした理由により、{\displaystyle {\ce {A^{-}}}} を酸 HA の共役塩基(conjugate base)と呼び、 {\displaystyle {\ce {HB^{+}}}} を塩基 B の共役酸と呼ぶMF2(p321)。

### ルイスの定義
アメリカの化学者ギルバート・ルイスは、ブレンステッド・ローリーの定義よりもさらに範囲を広げて、以下のような、電子対の授受を用いた定義を考案した：
- 酸：電子対を他の物質から受け取ることができる物質MF2(p346)
- 塩基：電子対を他の物質に渡すことができる物質MF2(p346)

ブレンステッド・ローリーの定義における塩基 B は、ヒドロン {\displaystyle {\ce {H^{+}}}} を受け取る際、 B 内にある電子対をヒドロン {\displaystyle {\ce {H^{+}}}} に供与する事により、 {\displaystyle {\ce {HB^{+}}}} を作るので、ルイスによる塩基の定義はブレンステッド・ローリーによる塩基の定義を含意するMF2(p346)。同様の理由により、ルイスによる酸の定義はブレンステッド・ローリーによる酸の定義を含意するMF2(p346)。
しかしルイスの定義は、ヒドロン {\displaystyle {\ce {H^{+}}}} の授受を伴わない反応に対しても酸や塩基を定義できる事に利点がある。例えば、
{\displaystyle \mathrm {Al} ^{3+}+6\mathrm {H_{2}O} }{\displaystyle {\ce {\ <=>\ }}}{\displaystyle \mathrm {Al} (\mathrm {H_{2}O} )_{6}{}^{3+}}
という反応では、ヒドロン {\displaystyle {\ce {H^{+}}}} の授受は行われないものの、 {\displaystyle {\ce {{H2O}}}} が電子対を供与して {\displaystyle \mathrm {Al} ^{3+}} がその電子対を受容するため、 {\displaystyle \mathrm {Al} ^{3+}} はルイスの定義における酸であり、 {\displaystyle {\ce {{H2O}}}} はルイスの定義における塩基であるMF2(p346)。

### ウサノビッチの定義
1939年にソビエト連邦のウサノビッチ (М. Усанович) が提出した定義では、酸は水素イオンおよびその他の陽イオンを放出するもの、あるいは電子および陰イオンと結合する能力のあるものはすべて含まれる田中71。
{\displaystyle {\begin{matrix}&{\rm {Na}}&+&{\rm {H_{2}O\ }}&{\overrightarrow {\longleftarrow }}\ &{\rm {Na^{+}}}&+&{\rm {OH^{-}}}&+&{\rm {{\dfrac {~1~}{2}}H_{2}}}\\&{\rm {^{base}}}&&{\rm {^{acid}}}&&{\rm {^{acid}}}&&{\rm {^{base}}}&&{\rm {^{base}}}\\\end{matrix}}}
この定義では陰イオンおよび電子（および電子を放出するもの）まで塩基となり、電子の授受といった酸化還元反応までを酸塩基反応と解釈し、究極にはすべての化学反応を包括することになり拡張解釈が過ぎるため、今日ではこの定義が用いられることはほとんどない。
しかし、この定義は『どこまでなら解釈を拡張しても良いのか』という議論を引き起こすきっかけとなったため、その点で、ウサノビッチの功績は大きいと言える。

## 化学的性質
この節では、アレニウスの定義における「酸」と「塩基」がもつ化学的性質について解説する。

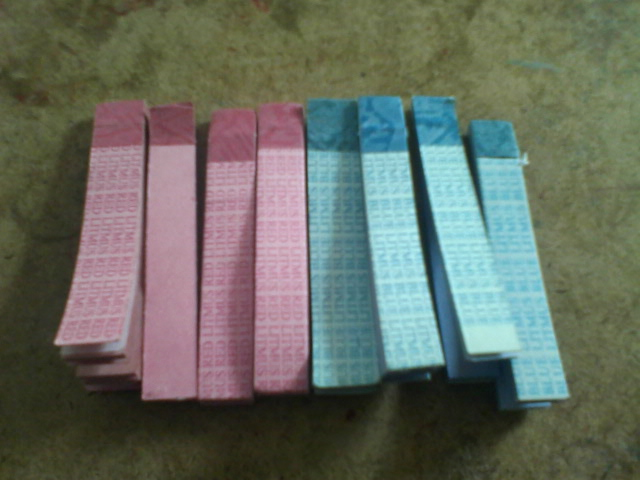
リトマス試験紙

- 水に酸を溶かし、その水溶液をリトマス試験紙につけると、リトマス試験紙の色が赤色に変色する。逆に、水に塩基を溶かし、その水溶液をリトマス試験紙につけると、リトマス試験紙の色が青色に変色する。

- 酸性の水溶液は鉄を溶かして水素を生じる。（塩基性では反応なし）

- 酸性の水溶液には酸味があり、塩基性の水溶液には苦味がある。

- 塩基性の水溶液が皮膚に付着すると、ヌルヌルとした感触が感じられる。

## 強度
ある溶液の酸性（塩基性）の強弱は、それに溶けている酸（塩基）固有の「強度」と、溶液中のその物質の「濃度」に依存する。例えば、硫酸は物質としては強い酸であるが、もし濃度が低ければ、溶液全体の酸性は弱い。
それぞれの物質固有の（濃度に依存しない）強度の指標としては、酸解離定数 (pKa) がある。また、濃度を加味した溶液としての性質の指標として水素イオン指数(pH) 、酸度関数 (H0) および規定度がある。これらは場合によって使い分けがされる。酸性度をあらわすために希薄水溶液中では pH を用いるのが一般的であるが、濃厚溶液および非水溶媒中においては酸度関数を用いる。
また有機溶媒中での反応を議論することの多い有機化学では、反応物の水素イオンの解離の程度を pKa によって議論することが多い。

### 物質固有の強度
水中で電離する化合物の酸性（塩基性）の強弱は、その物質の電離度によっておおまかに分類される。電離度は電解質が溶液中で解離（電離）しているモル比をあらわす値で、電離度がほぼ 1 である酸（塩基）を強酸（強塩基）、電離度が小さいものを弱酸（弱塩基）と呼ぶ。また、純硫酸よりも強い酸性媒体を超酸ということがある。
より定量的に酸（塩基）の強さを示す場合は、解離平衡を考え、その平衡定数 Ka の対数に負号をつけた酸解離定数 pKa で表すことが多い。塩基に対しては、共役酸の pKa か、特に水中の場合では塩基解離定数 pKb = 14 − pKa が用いられる。
例えば、酢酸の pKa は 4.76 、ギ酸の pKa は 3.77 である。pKa は定義から数値が小さいほど水素イオンを解離しやすい、すなわち強い酸であることを示す。したがって、同じ弱酸でもギ酸のほうが酢酸より 10 倍強いことが分かる。
また、この表記法を用いると、有機物など通常電離するとは考えない化合物に対しても酸・塩基の強度すなわちプロトン解離の指標として用いることができる。例えば、水中でのメタンの pKa は 48、ベンゼンは 43 であり、ベンゼンの水素の方がはるかに酸性が強い（すなわち、プロトンとして引き抜かれやすい）ことが分かる。
塩基の強さは共役酸の pKa から判断することができる。例えば、プロトン化されたアンモニア（アンモニウム）のpKa は 9.2、トリエチルアミンは 10.75 である。すなわち、トリエチルアミンに配位したプロトンはアンモニアの場合に比べて 1 桁ほど解離しにくい。このことは、トリエチルアミンがアンモニアに比べて 10 倍強い塩基であることを示している。
酸解離定数を指標として用いることで、クライゼン縮合など、水素引き抜きが関与する反応に必要な塩基を推量することができる。
また酸と塩基には、「硬い」「軟らかい」という表現をされる定性的な性質がある。詳しくはHSAB則を参照。

### 濃度を含めた強度
ある物質の溶液の酸・塩基を議論する際には、その物質の濃度も重要な要素となる。濃度を含めた酸・塩基の指標としては、規定度や水素イオン指数がある。
規定度は酸・塩基の価数とモル濃度の積で表される値で、単位 N で示される。ただし、IUPAC ならびに日本の計量法等では使用が推奨されていない。
水素イオン指数（pH）は、通常は水溶液中において、水素イオンの濃度を対数で示したものである。水素イオン指数は現実的な酸・塩基の強度にあった指標であるが、単純に酸・塩基の濃度に比例するものではないため、値を知りたい場合には酸塩基指示薬などによって調べる必要がある。また、水溶液以外に適用する場合には、自己解離や水平化効果を考える必要がある。
室温では、pHが7のとき中性、7より小さいとき酸性、7よりも大きいとき塩基性である。

## 代表的な酸・塩基
- 酸
  - 強酸 - 塩酸・硝酸・過塩素酸・硫酸など
  - 弱酸 - 酢酸・ギ酸・炭酸・（リン酸）など

- 塩基
  - 強塩基 - 水酸化ナトリウム・水酸化カリウム・水酸化カルシウム・水酸化バリウムなど
  - 弱塩基 - アンモニアなど